# Монте-Негро (Оахака)
Монте-Негро (исп. Monte Negro) — город и муниципалитет в Мексике, входит в штат Оахака. Население 1876 человек.

## История
В 1965 году город основал Элевадо Кабесера мунисипаль.

## Архитектура
Здания, раскопанные в Монте-Негро, состоят в основном из прямоугольных платформ, расположенных вокруг небольших внутренних двориков. Один комплекс зданий выстроен вдоль улиц длиной более 100 метров. Улицы шли с востока на запад, а другая часть — с севера на юг, придавая участку форму буквы L. Самая большая площадь в Монте-Негро имеет размеры 20 × 20 м и окружена храмом и другими зданиями. Эти субструктуры построены из известняковых блоков и бутового камня с базами колонн.
Стены имели каменные фундаменты с саманными блоками. Колонны вдоль оснований строений поддерживали соломенные крыши. Колонны являются наиболее характерной частью архитектуры этого места. Колонны сделаны из сложенных неровно обтесанных камней, уложенных в колонну таким образом, чтобы заполнить колонну щебнем. Колонны высотой около 3 м ассоциировались как с элитными резиденциями, так и с храмами. Для доступа к саманным сооружениям на вершине платформ использовались каменные лестницы.
Строения становились более приватными и стандартизированными. Бытовые постройки и их физическая близость к храмам позволяют предположить начало слиянных гражданских религиозных комплексов, которые позже были обнаружены в Монте-Альбане. Элитные жилища можно было определить по большему количеству каменной резьбы и близости к храмам и площадям. Храмы Монте-Негро различаются по размерам и внутреннему оформлению, но каждый из них установлен на каменных платформах с колоннами и лестницами. Они имеют определенное сходство со строениями в Монте-Альбане.
Раскопанные гробницы свидетельствуют о присутствии элитных членов общества. Некоторые из этих элитных членов были похоронены в храмовых платформах с многочисленными керамическими подношениями, раковинами спондилуса и нефритовыми украшениями для ушей. В некоторых захоронениях встречаются деформации черепа, что является признаком принадлежности к элите. Некоторые гробницы были сделаны из саманных блоков с каменными или деревянными балками для крыши; другие захоронения представляли собой простые ямы.